# Verba volant, scripta manent

Verba volant, scripta manent est une locution latine qui peut se traduire en français par « les paroles s’envolent, les écrits restent ».
Ce proverbe antique, qui aurait son origine dans un discours prononcé par le sénateur Caius Titus (à ne pas confondre avec l'empereur Titus), au Sénat romain, suggère une plus grande prudence dans la formulation d'un texte, choix des paroles et expression des sentiments, lorsqu'il s'agit de mettre quelque chose par écrit, car les paroles « dites » peuvent être rapidement oubliées ou facilement démenties, tandis que les paroles « écrites » deviennent documents incontestables.
Ainsi si l'on veut établir un accord stable, ou un contrat, entre deux personnes ou deux parties il est préférable de le mettre par écrit — « noir sur blanc » — plutôt qu'avoir recours à un accord verbal qui peut être facilement contesté ou encore être interprété différemment.
Ce proverbe conseille la circonspection dans les circonstances où il serait imprudent de laisser des preuves matérielles d'une opinion, d'un fait.
La locution originelle (Scripta manent, verba volant, donc dans l'ordre inverse) laisse aussi à penser que parfois il est mieux de ne pas laisser des traces écrites de ce qui pourrait un jour se retourner contre soi.